# Saint-Privat-des-Vieux
Saint-Privat-des-Vieux è un comune francese di 4 568 abitanti situato nel dipartimento del Gard, nella regione dell'Occitania.

## Società

### Evoluzione demografica
Abitanti censiti